# テルミサルタン
テルミサルタン（英: telmisartan）とは、主に高血圧の治療に使用されるアンジオテンシンII受容体拮抗薬の1つである。ベーリンガー・インゲルハイムが創薬し、日本ではアステラス製薬からミカルディスの商品名で市販されている。現在ではジェネリック品も多く上市されている。アムロジピンとの合剤も用いられる。

## 薬理
ヒトの血圧に対しては、昇圧物質としてアンジオテンシンが最も影響を与える。アンジオテンシンIは、アンジオテンシン変換酵素により、アンジオテンシンIIへと変換され、アンジオテンシンIIが受容体に結合し、心臓・血管や副腎へと作用する。テルミサルタンは、アンジオテンシンII受容体に、競争的阻害剤として結合し、血圧を降下させる。

## 副作用
- めまい・ふらつき、発疹、血中尿酸値上昇、頭痛
- 浮腫、高カリウム血症、腎機能障害、ショック、肝機能障害 等

## 効能・効果
高血圧症

## 代謝
テルミサルタンは、シトクロムP450では代謝されない。主に、UDP-グルクロノシルトランスフェラーゼによって、グルクロン酸抱合されることが知られている。